# Dispersión rotatoria óptica
La dispersión rotatoria óptica es la variación en la rotación óptica de una sustancia con un cambio en la longitud de onda de la luz. La dispersión rotatoria óptica se puede utilizar para encontrar la configuración absoluta de los complejos metálicos. Por ejemplo, cuando la luz blanca con polarización plana de un retroproyector pasa a través de un cilindro de solución de sacarosa, se observa un arco iris en espiral perpendicular al cilindro.

## Principios de Operación
Cuando la luz blanca pasa a través de un polarizador, la extensión de la rotación de la luz depende de su longitud de onda. Las longitudes de onda cortas rotan más que las longitudes de onda más largas, por unidad de distancia. Debido a que la longitud de onda de la luz determina su color, se observa la variación del color con la distancia a través del tubo. Esta dependencia de la rotación específica de la longitud de onda se denomina dispersión rotatoria óptica. En todos los materiales la rotación varía con la longitud de onda. La variación es causada por dos fenómenos muy diferentes. La primera explica en la mayoría de los casos la mayor parte de la variación en la rotación y no debe denominarse estrictamente dispersión rotatoria. Depende del hecho de que la actividad óptica sea en realidad una birrefringencia circular. En otras palabras, una sustancia que es ópticamente activa transmite luz polarizada circularmente a la derecha con una velocidad diferente de la luz polarizada circularmente a la izquierda.
Además de esta pseudodispersión que depende del espesor del material, existe una verdadera dispersión rotatoria que depende de la variación con la longitud de onda de los índices de refracción para la luz polarizada circularmente a derecha e izquierda.
Para las longitudes de onda que son absorbidas por la muestra ópticamente activa, los dos componentes polarizados circularmente serán absorbidos en grados diferentes. Esta absorción desigual se conoce como dicroísmo circular. El dicroísmo circular hace que la luz polarizada linealmente incidente se polarice elípticamente. Los dos fenómenos están estrechamente relacionados, al igual que la absorción y la dispersión ordinarias. Si se conoce todo el espectro de dispersión rotatoria óptica, se puede calcular el espectro de dicroísmo circular y viceversa.

### Quiralidad
Para que una molécula (o cristal) muestre birrefringencia circular y dicroísmo circular, debe distinguirse de su imagen especular. Se dice que un objeto que no se puede superponer a su imagen especular es quiral, y la dispersión rotatoria óptica y el dicroísmo circular se conocen como propiedades quirópticas.
La mayoría de las moléculas biológicas tienen uno o más centros quirales y sufren transformaciones catalizadas por enzimas que mantienen o invierten la quiralidad en uno o más de estos centros. Aún otras enzimas producen nuevos centros quirales, siempre con una alta especificidad. Estas propiedades explican el hecho de que la dispersión rotatoria óptica y el dicroísmo circular se utilicen ampliamente en química orgánica e inorgánica y en bioquímica.
En ausencia de campos magnéticos, solo las sustancias quirales exhiben dispersión rotatoria óptica y dicroísmo circular. En un campo magnético, incluso las sustancias que carecen de quiralidad giran el plano de la luz polarizada, como lo muestra Michael Faraday. La rotación óptica magnética se conoce como efecto Faraday, y su dependencia de la longitud de onda se conoce como dispersión rotatoria óptica magnética. En las regiones de absorción, se observa dicroísmo circular magnético.